# Sackville Carden
Admiral Sir Sackville Hamilton Carden KCMG (født 3. maj 1857, død 6. maj 1930) var en britisk admiral som i samarbejde med den franske flåde havde kommando en over britiske flådestyrker i Middelhavet under 1. verdenskrig.

## Tidlige år
Carden blev født i Barnane nær Templemore i County Tipperary i Irland som tredje søn af Andrew Carden og Anne Berkeley.
Selv om både hans far og bedstefar havde gjort tjeneste i den britiske hær valgte han en karriere i flåden og indtrådte i Royal Navy i 1870.

## Militær karriere
Cardens tidlige karriere blev kendetegnet ved tjeneste i Ægypten og Sudan og senere under Harry Rawson ved Benin ekspeditionen i 1897. Han blev forfremmet til e was promoted to kommandør i december 1899, og i maj 1901 fik han kommando en over HMS Immortalité, som var tender for flagskibet Wildfire ved Sheerness. I 1908 blev han forfremmet til kontreadmiral. Efter to år på halv løn blev han tildelt Atlanterhavsflåden og hejste sin stander på HMS London i et år. Efter at være kommet tilbage til London gjorde han tjeneste i admiralitetet indtil august 1912 hvor han blev udnævnt til tilsynsførende admiral på flådeværftet på Malta.
I september 1914 fik han kommandoen over den britiske eskadre i Middelhavet under ledelse af en fransk admiral. Efter at det Osmanniske Rige var trådt ind i krigen på Centralmagternee side i november 1914, blev Carden i januar 1915 af det britiske admiralitet bedt om at udvikle en strategi for at åbne Dardanellerne. Cardens plan gik ud på systematisk at ødelægge de tyrkiske befæstninger langs Dardanellerne mens man langsomt trængte op gennem strædet samtidig med omfattende minestrygning. Som øverstkommanderende for de britiske flådestyrker i begyndelsen af Slaget ved Gallipoli havde Carden held med de tidlige offensive operationer mod tyrkiske stillinger fra 19. februar til begyndelsen af marts, hvor han fik frataget kommandoen på grund af svigtende helbred og blev erstattet af admiral John de Robeck.
Efter at have taget sin afsked fra Royal Navy to år senere med rang af admiral levede Carden som pensionist indtil sin død i 1930.

## Eksterne kilder
- The Dreadnought Project - Sackville Carden